# 梁钊韬
梁钊韬（1916年6月26日—1987年12月2日），字勉之，男，广东顺德人，中国人类学家、教育家，为人类学在中国大陆复兴做出了卓越贡献。

## 生平
1916年6月26日生于广东省顺德县高辉乡北头村的一个商人家庭。1922年秋，入广州河南培英小学。1926年8月转到南武小学，后就读于南武中学初中。1931年秋，考进广东法科学院附中高中。
1935年考进了厦门大学历史社会学系，师从考古学家、历史地理学家郑德坤教授及文化人类学家林惠祥教授。
1937年，转中山大学历史学系，得到了人类学家杨成志教授、百越民族史专家罗香林教授和先秦哲学史专家朱谦之教授的指导，努力开展人类学、考古学、民族学、历史学的探索。1938年10月21日，广州陷落，中山大学奉命向内地西迁，初迁广东罗定，继而改迁广西龙州，最后寻址于云南澄江。
1939年，父病逝，家境衰败。同年，兄弟析产分居，各自独立生活。同年考进了中山大学研究生院文科研究所历史学部，成为民族学研究生，在导师杨成志教授和罗香林教授的指导下，继续攻读人类学龢民族史。1941年秋，撰写一篇15万字的《中国古代巫术——宗教的起源和发展》论文取得出色的成绩而获中山大学硕士学位，并留校任社会学系讲师。1942年任广东省政府边政指导委员会（少数民族教育工作的指导机构）研究员，并担任广东省地方行政干部训练团边政班的业务教官。
1944年，经成都华西大学博物馆馆长郑德坤教授的推荐，任该馆助理研究员。后升任副研究员兼民族学部主任。1946年，返回中山大学任社会学系讲师。
新中国成立后，全国院系调整，中大的人类学系被取消。梁钊韬被调到历史学系任教，并历任该系副教授、教授及考古学教研室主任。1955年10月，在广州参加中国民主同盟，担任小组长及中大民盟支部委员会委员。1957年夏，亲自率领中大历史学系师生前往海南岛黎族地区进行大规模的考古调查。1958年，组织历史学系师生调查广东南海西樵山石器时代遗址。1961年，响应国家教育部提出由国内专家、学者培养研究生的号召，开始招收原始社会史、民族学研究生。
文化大革命期间，教学和科研处于停滞状态。梁钊韬蒙受不白之冤，遭到多方面的打击。
1981年经过梁钊韬的不懈呼吁和奔走，教育部批准中山大学恢复了停办30年之久的人类学系——这也是新中国复办的首个人类学系，并创建了人类学博物馆，为人类学在中国的复苏和勃兴披荆斩棘，开辟了前进的道路。1984年12月11日至16日，在中山大学亲自主持召开了中国人类学首次国际性的学术讨论会。1985年，带领藏族博士生格勒，一起深入川西藏族地区考察。
1987年5月病重住院，12月2日病逝于广州市河南医院。

## 社会兼职
曾任广东省第四届、第五届政协委员。

## 评价
1986年美国传记协会主编的《世界名人录》，评价梁钊韬先生“为中国人类学的奠基工作作出了卓越贡献”。

## 部分著作
《中国古代巫术——宗教的起源和发展》、《梁钊韬民族学人类学研究文集》、《中国民族学概论》、《文化人类学》